# Iglesia de San Francisco de Sales (Madrid)
La iglesia de San Francisco de Sales es un templo católico de España, situado en la ciudad de Madrid. Fue obra del arquitecto Joaquín Saldaña. Fue declarado Bien de Interés Cultural con la categoría de monumento el 24 de octubre de 1996, publicándose tal decreto en el Boletín Oficial de la Comunidad de Madrid el 7 de noviembre de 1996.

## Descripción

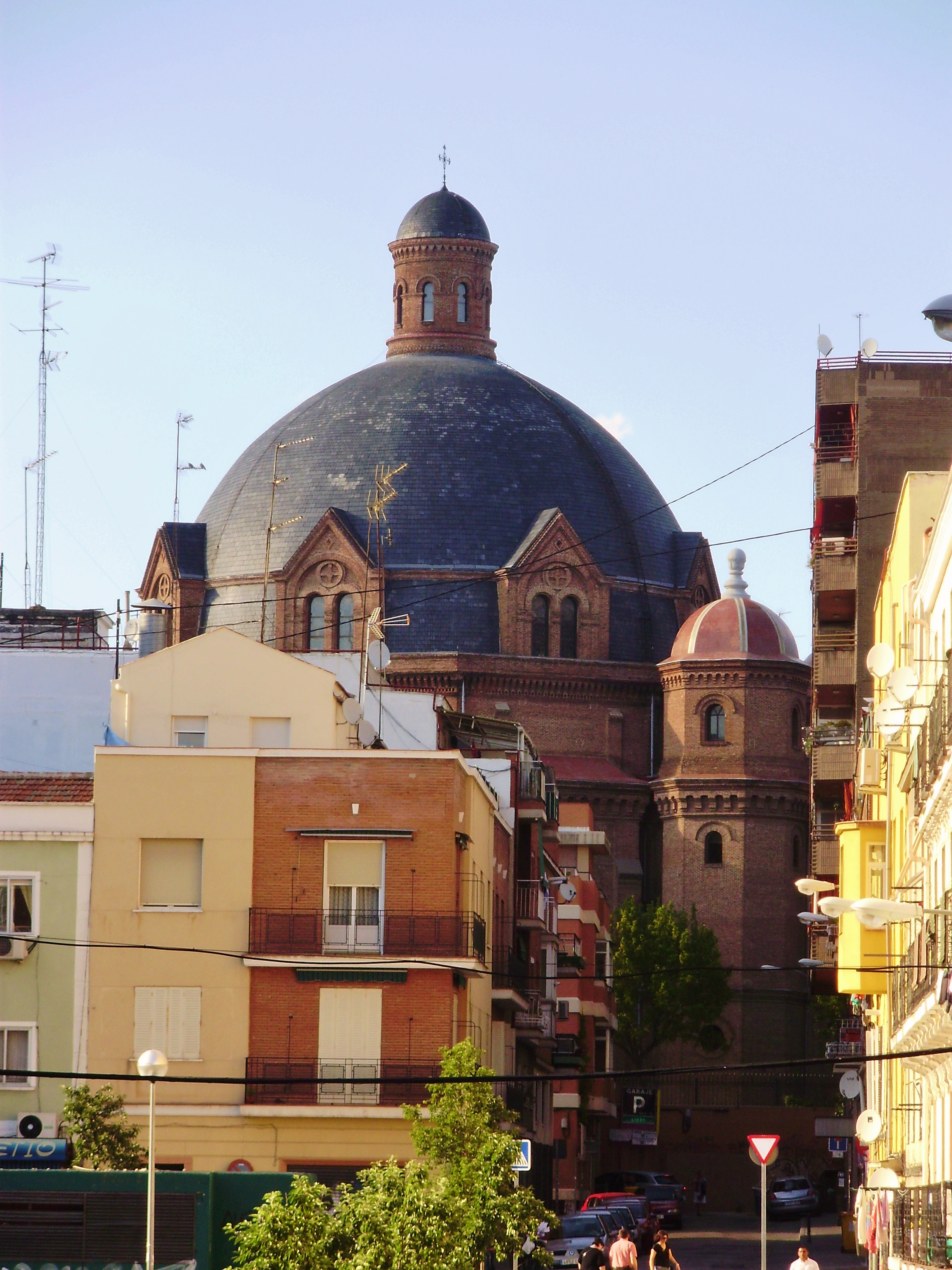
Cúpula

Esta iglesia forma parte del Colegio Salesiano de San Juan Bautista, más conocido como los Salesianos de Estrecho. Se trata de un edificio exento. Su disposición es diagonal en relación con la línea de calle, situándose en primer término la torre-campanario que sirve de acceso. Tiene planta centrada formando un octógono de 45 metros de largo por 40 metros de ancho que se cubre con una gran cúpula semiesférica con una linterna coronada por una cruz de hierro forjado, gracias a la cual el templo alcanza 40 metros de altura. En los laterales se abren tres capillas que forman los brazos de una cruz latina.
Está construido con ladrillo visto que crea formas decorativas de estilo neorrománico. El templo se debe al arquitecto Joaquín Saldaña y López, quien comenzó a construirlo en 1926, concluyéndose en 1931. Sigue el estilo historicista de inspiración bizantina. Cuenta con un mosaico representando a los Santos Salesianos y Fundadores Españoles, obra de Santiago Padrós (siglo XX), en la cúpula central.
Al estallar la Guerra Civil, los miembros de la comunidad salesiana fueron expulsados, quedando en libertad tras ser interrogados en la Dirección General de Seguridad (posteriormente cuatro de ellos serían asesinados), y el colegio fue incautado por el Partido Comunista, estableciéndose en él el cuartel general del Quinto Regimiento.

## Fuente
- Este artículo incluye contenido derivado de una disposición relativa al proceso de protección, incoación o declaración de un bien cultural o natural publicada en el BOCM n.º 266 el 7 de noviembre de 1996 (texto), el cual está libre de restricciones conocidas en virtud del derecho de autor de conformidad con lo dispuesto en el artículo 13 de la Ley de Propiedad Intelectual española.